# Jan Hendrik Herman Piccardt

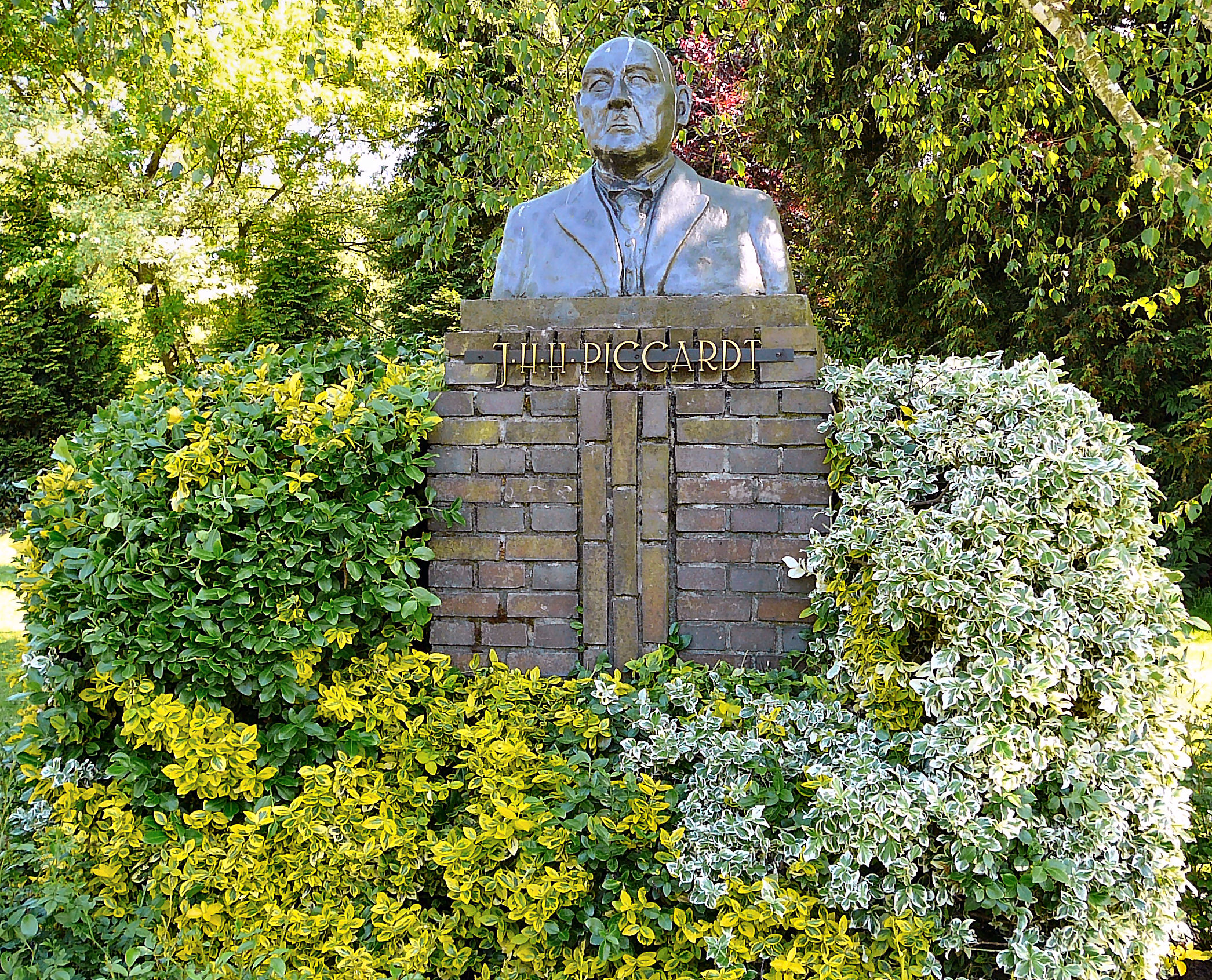
Buste van Piccardt in het volkstuincomplex Piccardthof.

Jan Hendrik Herman Piccardt (Adorp, 20 april 1866 - Haren, 30 mei 1956) was een Nederlands bestuurder. Hij was een zoon van dominee Coenraad Hendrik Piccardt en een nazaat van Henric Piccardt. Van 1893 tot 1897 was hij burgemeester in Adorp. Hierna vervulde hij dezelfde functie in zowel Finsterwolde (1897 - 1901) als Wonseradeel (1901 - 1919). Na zijn burgemeesterschap was hij tot aan zijn pensioen voorzitter van de raad van de arbeid in Sneek.

## Verenigingsleven
Na zijn pensionering speelde Piccardt een belangrijke rol in het sociale leven rond de stad Groningen. Zo ijverde hij voor volkstuinen en stond hij aan de wieg van een tuinierdersvereniging die de naam Piccardthof ging dragen. Vervolgens zijn - na zijn dood - ook de Piccardthofplas en de woonwijk  Piccardthof naar hem vernoemd.